# Herman Amelink
Herman Amelink, (Lonneker, 21 december 1881 – Utrecht, 27 oktober 1957) was een Nederlands vakbondsleider en politicus.

## Loopbaan
Amelink begon zijn werkzame leven als textielarbeider in Twente en werd in 1903 lid van het hoofdbestuur van de Christelijke bond van werkers in textiel- en kledingbedrijven Unitas. Van 1915 tot 1946 was hij secretaris van het Christelijk Nationaal Vakverbond, waarvan hij de geschiedenis beschreef in de boeken 'Onder eigen banier' en 'Met ontplooide banieren'. Hij was een van de oprichters van het Internationaal Christelijk Vakverbond. Amelink was lid van de ARP en zat voor die partij in 1925 en 1926 in de Eerste Kamer en van 1931 tot 1946 in de Tweede Kamer.
Ten tijde van de Tweede Wereldoorlog zat hij als gijzelaar in Kamp Sint-Michielsgestel.